# Стонибрук-Билшир (Пенсилванија)
Стонибрук-Билшир (енгл. Stonybrook-Wilshire) град је у америчкој савезној држави Пенсилванија.

## Демографија
По попису из 2000. године број становника је 5.414.
| Група             | 2000.         | 2010.    |
| Белци             | 5.005 (92,4%) | 0 (0,0%) |
| Афроамериканци    | 110 (2,0%)    | 0 (0,0%) |
| Азијати           | 139 (2,6%)    | 0 (0,0%) |
| Хиспаноамериканци | 95 (1,8%)     | 0 (0,0%) |
| Укупно            | 5.414         | 0        |